# Robert Richards (homme politique britannique)
Robert Richards (7 mai 1884 - 22 décembre 1954) est un homme politique du parti travailliste britannique, qui est député de Wrexham dans le nord du Pays de Galles pendant trois périodes entre 1922 et 1954.

## Biographie
Il est né à Tanyffordd, Llangynog, Montgomeryshire, fils de John Richards, mineur, et fait ses études à Llangynog Primary Council School le 6 mai 1889. Il fréquente ensuite l'école du comté à Llanfyllin, Montgomeryshire en même temps que Clement Davies, plus tard député de Montgomeryshire pour le Parti libéral pendant de nombreuses années. De là, Richards continue à étudier à l'University College of Wales, Aberystwyth et St John's College, Cambridge, où il étudie les Tripos d'économie et reçoit un diplôme supérieur de deuxième classe en 1908,.
De 1909 à 1911, Richards est chargé de cours en économie politique à l'université de Glasgow. Il part ensuite à l'université de Bangor, où il occupe la chaire d'économie jusqu'en 1922. Richards écrit également un livre intitulé Cymru'r Oesau Canol, publié entre deux période parlementaires en 1933.
Richards est élu pour la première fois aux élections générales de 1922 et réélu en 1923. En 1924, il est Sous-secrétaire d'État à l'Inde sous le premier gouvernement MacDonald. Aux élections générales de 1924, il perd le siège au profit du candidat libéral Christmas Price Williams. Il est réélu aux élections générales de 1929, mais perd le siège deux ans plus tard aux élections générales de 1931 au profit du candidat libéral, Aled Owen Roberts. Richards regagne le siège aux élections générales de 1935 et est député de Wrexham jusqu'à sa mort à l'âge de soixante-dix ans en 1954.
Lors de l'élection partielle de Wrexham qui en résulte en 1955, Idwal Jones conserve le siège au parti travailliste.
En 1918, Richards épouse Mary Myfanwy Owen, la fille de Thomas Owen. Elle est décédée en 1950.